# Acontista
Acontista (лат.) — род насекомых из трибы Acontistini семейства Acanthopidae. Некоторое время эта триба выделялась в самостоятельное семейство Acontistidae.

## Описание
Некоторое время после рождения нимфы имеют тёмно-бурую окраску и имитируют внешний вид и поведение муравьёв. Имаго, как правило, зеленоватые, с пятнами коричневого и белого цвета.
Представители рода обитают в Южной Америке.

## Классификация
На ноябрь 2020 года в род включают 27 видов:
- Acontista amazonica Beier, 1929
- Acontista amoenula Gerstaecker, 1889
- Acontista aurantiaca Burmeister, 1838 [syn. Acontista bimaculata Saussure, 1870, Acontista tricolor Burmeister, 1838]
- Acontista bolivari Giglio-Tos, 1915
- Acontista brevipennis Saussure, 1872
- Acontista cayennensis Saussure & Zehntner, 1894
- Acontista championi Kirby, 1904 [syn. Acontista quadrimaculata Saussure & Zehntner, 1894]
- Acontista chopardi Giglio-Tos, 1927
- Acontista concinna Perty, 1833
- Acontista cordillerae Saussure, 1869
- Acontista cubana De Zayas, 1974
- Acontista ecuadorica Hebard, 1924
- Acontista eximia Pascoe, 1882 [syn. Acontista paraensis Saussure & Zehntner, 1894]
- Acontista festae Giglio-Tos, 1915
- Acontista fraterna Saussure & Zehntner, 1894 [syn. Acontista violacea Beier, 1935]
- Acontista gracilis Chopard, 1911
- Acontista inquinata Saussure & Zehntner, 1894
- Acontista iriodes Hebard, 1919
- Acontista maroniensis Chopard, 1911
- Acontista mexicana Saussure & Zehntner, 1871
- Acontista minima Giglio-Tos, 1915
- Acontista multicolor Saussure, 1870
- Acontista parva Beier, 1942
- Acontista piracicabensis Toledo Piza, 1967
- Acontista rehni Giglio-Tos, 1927
- Acontista semirufa Westwood, 1889
- Acontista vitrea Saussure & Zehntner, 1894

## Взаимодействие с человеком
Некоторых представителей этого рода (таких, как Acontista multicolor) содержат любители экзотических насекомых.